# Wing commander (grade)
Pour les articles homonymes, voir Wing Commander.
Wing commander (abrégé en Wg Cdr dans la RAF, la PAF et l'IAF ; en  WGCDR dans la RAAF et la RNZAF ; anciennement parfois en W/C dans toutes ces armées de l'Air) est un grade d'officier dans la Royal Air Force et dans les forces aériennes de nombreux pays ayant connu l'influence historique britannique. Il est équivalent au grade de Lieutenant-colonel dans l'armée et de Commander dans la Royal Navy, se situant au-dessus du grade de Squadron leader et en dessous de celui de Group captain.